# Heleomyza genalis
Heleomyza genalis är en tvåvingeart som först beskrevs av Daniel William Coquillett 1910.  Heleomyza genalis ingår i släktet Heleomyza och familjen myllflugor.
Artens utbredningsområde är British Columbia. Inga underarter finns listade i Catalogue of Life.